# Sale el sol (canción)
«Sale el sol» es una canción interpretada por la cantautora colombiana Shakira, de su noveno álbum de estudio, Sale el sol. Se lanzó como segundo sencillo del álbum en enero de 2011 por descarga digital a través de la compañía discográfica Epic Records. Shakira compuso y produjo el tema acompañada de su frecuente colaborador Luis Fernando Ochoa. Musicalmente pertenece a los géneros de rock alternativo, con influencias en folk y la música latinoamericana.
La canción recibió comentarios positivos por parte de la crítica, quienes vieron el tema como un regreso a sus inicios musicales. Tuvo una recepción comercial moderada en América Latina y Europa; en la primera logró ingresar entre las diez primeras posiciones de las listas Hot Latin Songs, Latin Pop Songs y Latin Airplay; de Billboard, en México lideró varios listados musicales, y certificó disco de oro, mientras que en España logró el octavo puesto en la lista principal de PROMUSICAE, así como la primera posición en la lista de radio. También recibió disco de oro por sus ventas.
El vídeo musical se grabó en España y Jaume de Laiguana se encargó de dirigirlo. En él se muestra a la artista y una banda de respaldo tocando en un bosque en medio de la nieve. El clip recibió reseñas positivas por editores de diferentes medios. Shakira la interpretó en su gira mundial Sale el sol World Tour durante el 2011.

## Antecedentes y composición
En octubre de 2009, Shakira publicó su octavo álbum de estudio Loba, en el cual dejaba a un lado su estilo pop latino y pop rock, para explorar en el sonido electropop, combinado con world music y dancehall. El álbum recibió críticas positivas, y fue elogiado por su distinguida naturaleza y la experimentación de Shakira con el electropop. Por el lado comercial, logró un éxito en Europa y Latinoamérica, sin embargo en Norteamérica no tuvo resultados apropiados, al llegar solo a la decimoquinta posición de Billboard 200, en Estados Unidos y la decimoctava posición en Canadian Albums de Canadá.
| «Vas a través de los momentos difíciles, todo el mundo lo hace, pero siempre está el sol dentro de nosotros que nunca se apaga, y ha salido de mí. Y, con suerte, estaré un largo día en el sol». —Shakira, explicando el nombre del álbum. |

En mayo de 2010, Shakira escribió y grabó la canción «Waka Waka (Esto es África)», (en inglés: «Waka Waka (This Time For Africa)») canción oficial de la Copa Mundial de Fútbol de 2010, la cual se convirtió en un éxito mundial.
Ese mismo año, Shakira ya había comenzado a trabajar en lo que sería su noveno álbum de estudio, Sale el sol. La cantante separó el álbum en «tres direcciones» musicales, una de las cuales era el rock and roll. Este supondría el regreso de la artista al rock del principio de su carrera musical, luego de adquirir influencia del género pop. Shakira afirmó que había sido «divertido reencontrar ese lado de mi personalidad artística».
El tema se publicó el 4 de enero de 2011, como descarga digital, el mismo día que se lanzó el álbum homónimo al mercado musical.
La canción pertenece al género rock alternativo, con influencias en folk y la música latinoamericana. La canción está compuesta y producida por Shakira junto a su frecuente colaborador Luis Fernando Ochoa.

## Recepción

### Comentarios de la crítica
En general, «Sale el sol» recibió críticas positivas. Stephen Thomas Erlewine, editor de Allmusic, alabó la incorporación de soft rock en el tema, «Sale el sol comienza con una dosis de soft rock grandioso del sencillo homónimo». Jesús Yanez-Reyes de Northen Arizona News, dio un comentario positivo, además compara el tema con anteriores sencillos de la artista y su musicalidad; « "Sale el Sol", una canción en español con sonidos que recuerdan a los primeros trabajos de Shakira: una fusión turbulenta de rock alternativo y sonidos latinos, acompañada de letras inspiradoras y voces robustas». El escritor además acentúa que la canción supone un buen comienzo para el álbum, lo que lo hace expectante. En la revisión del álbum de Terra USA, el editor destaca la canción como una «buena bienvenida [al álbum]», continúa, comparando el tema con su trabajo Fijación oral vol. 1, la inclusión de guitarras eléctricas y percusión lo «lleva de vuelta a "Día de enero", "Día especial" y "La pared"». El autor además resalta que al ser un buen tema, podrá ser un sencillo seguro.

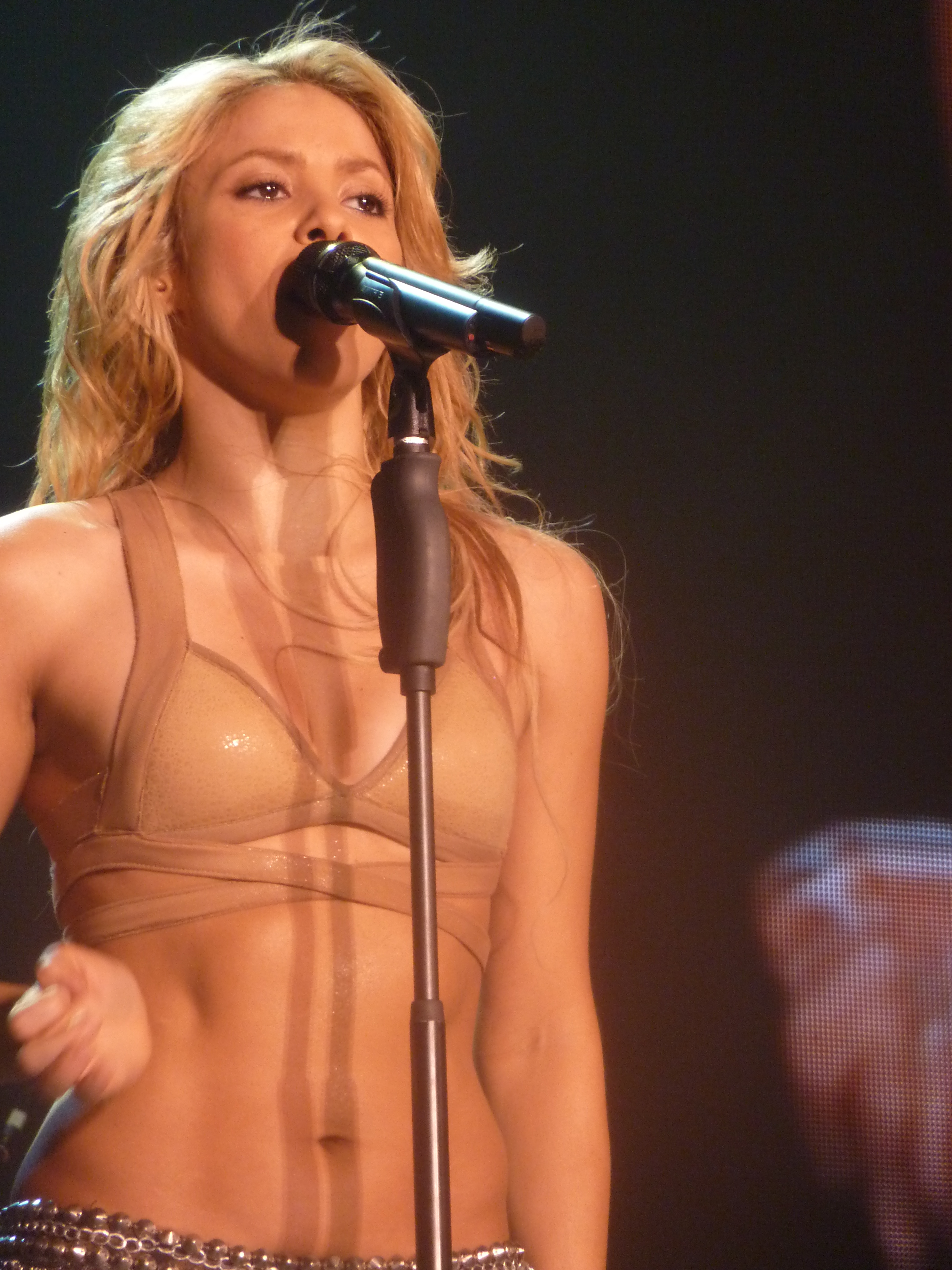
Shakira interpretando el tema, durante el The Sun Comes Out World Tour en París, Francia.

Jennifer Schaffer de The Stanford Daily, comentó que es una canción de rock bastante estándar, pero que es «embellecida por la voz de Shakira cantando en español con una mezcla de ternura y desesperación».
Un editor del sitio LaHiguera.net la describió como «un tema con ambiente acústico para abrirse a un medio tiempo potente, luminoso y que gana en energía con un tratamiento contemporáneo sostenido por excelentes guitarras». En la revisión del álbum de Hipersónica, un colaborador del sitio comparó al tema con «Te dejo Madrid» (2002) y «Que me quedes tú» (2002), anteriores sencillos de la artista, sin embargo enfatiza en que presenta una tonalidad mucho más melancólica y con una letra que pese a ser tópica es efectiva y «enciende la esperanza en cuanto a qué podemos encontrar más allá». En otra revisión del sencillo hecha por Hipersónica, el editor destaca que el tema y «Loca», representan las dos caras del álbum de manera ejemplar, además escribe que «la nueva elección de Shakira pertenece a ese conjunto de canciones que dan continuidad a su carrera», el editor concluye que éste es una de las mejores incorporaciones del álbum.

### Recepción comercial
«Sale el sol» logró un éxito comercial moderado. En la Región Valona de Bélgica, figuró en la lista Ultratip 50, en la decimoquinta posición, esta lista se encarga de agrupar las canciones más sonadas en la radio y televisión. En España, el tema debutó en la octava posición de la lista Top 50 Singles, esa fue la posición más alta del tema en dicho territorio, ya que luego descendió y no recuperó posiciones, hasta retirarse luego de veintitrés semanas en lista, sin embargo en la lista para la radio de España, logró debutar en la tercera posición y ascender a la primera posición en la siguiente semana. El sencillo recibió disco de oro por parte de los Productores de Música de España (PROMUSICAE), por ventas de veinte mil ejemplares en el país europeo.
En Estados Unidos, la canción ingresó a varias listas de Billboard para el mercado hispanoamericano; en la lista Hot Latin Songs, el tema llegó a la décima posición, en la lista Latin Pop Songs se ubicó en la segunda posición, en el listado airplay de la música latina, el tema logró la décima plaza, para el listado de música tropical, el tema llegó a la posición treinta y cinco, mientras que en la lista Latin Digital Songs, se posicionó en la decimoquinta entrada. El tema fue el quincuagésimo cuarto tema más importante de 2011 en la lista Hot Latin Songs, entre tanto en la lista de Latin Pop Songs, se ubicó en la posición veintitrés de fin de año. A pesar de eso, el tema no recibió certificación alguna en ese territorio. En Brasil, el tema llegó a la posición veintitrés de la lista airplay. «Sale el sol» logró un éxito en México, allí se posicionó en el primer lugar del listado principal de Monitor Latino, así como también en la lista de música pop, entre tanto en la lista de adult contemporary logró la decimocuarta posición. El tema logró certificar disco de oro en México, otorgado por la Asociación Mexicana de Productores de Fonogramas y Videogramas (AMPROFON), al vender treinta mil ejemplares en dicho país. En República Dominicana, el tema figuró en la primera posición del listado dominical de Top Latino.

## Promoción

### Vídeo musical
El vídeo musical de «Sale el sol» fue dirigido por el frecuente colaborador de Shakira, Jaume de Laiguana. Algunos apartes del vídeo sirvieron de anuncio comercial navideño del vino cava de la productora española Freixenet, el cual donó un total de 500 000 euros a la fundación Pies Descalzos de Shakira. El sitio web de Shakira anunció el vídeo musical el 9 de febrero de 2011, mientras que al día anterior estaba en la plataforma iTunes Store para descarga digital.

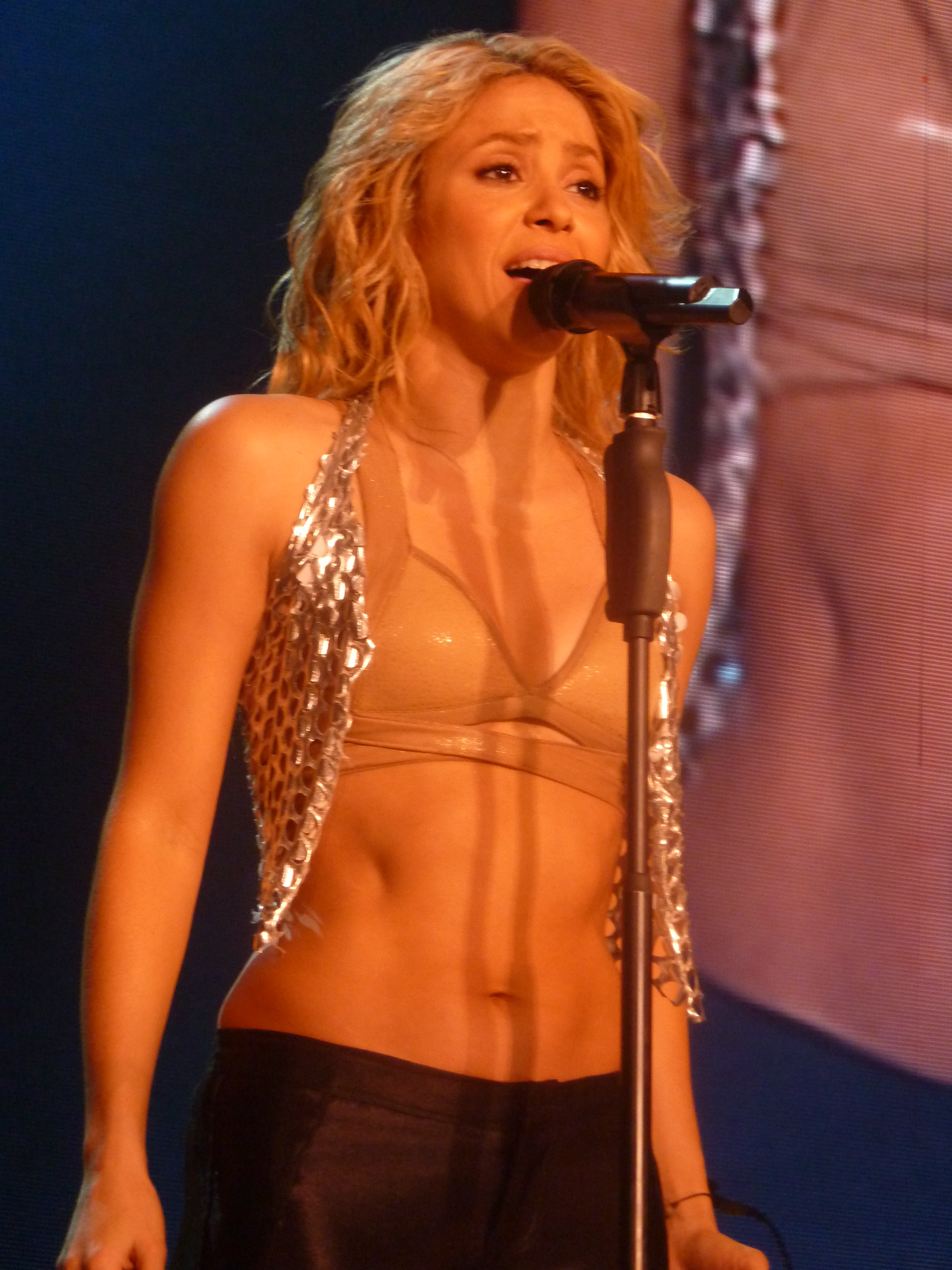
Shakira interpretando el tema, durante el The Sun Comes Out World Tour en París, Francia.

El vídeo inicia mostrando el título del tema en fondo negro , con un círculo similar al sol en forma de «O». Vestida de traje completamente negro, Shakira aparece cantando la canción con un micrófono de pie en un bosque cubierto de nieve. Está respaldada por una banda de cuatro integrantes, que al igual que Shakira, usan traje negro. Al terminar el primer coro de la canción, comienza a nevar. En una estructura laberíntica, Shakira se muestra corriendo con un gran vestido de oro, tratando de encontrar el camino. La escena cambia de nuevo al bosque, la cámara hacia arriba revela que el laberinto está construido detrás de la pared en donde Shakira y la banda habían tocado. En el puente, la tormenta —de nieve— termina, y culmina con Shakira, que rasga la parte superior abierta para que salga el sol y la intensidad de iluminación, el vídeo termina al mostrar a la artista abrir una puerta que la lleva fuera del laberinto. Escenas del documental de Laiguana Hagamos que salga el sol (en inglés: Let the Sun Rise), que fue filmada en Colombia, se intercalan en el vídeo.
Robbie Daw de Idolator, llamó el vídeo «soleado» y comentó: «¿Que más quieres de un vídeo de Shakira, en que la cantante caliente que chisporrotea en un vestido hermoso, que vaga por un laberinto largo haciendo su salida del frío y en el paisaje bañado por el sol». Un editor del sitio web Hipersónica, alabó la sencillez del vídeo y expresó que muestra el lado más simple y honesto de la cantante, además destaca que Shakira sea el «centro» de su vídeo y concluye que en el vídeo no hay «nada de contoneos de cadera ni pantalones dorados de gusto dudoso». En un comentario parecido, Antonio Baena de Antena 3, expresa que la cantante deja a un lado las «picaronas coreografías».

### Presentaciones en vivo
Shakira incluyó el tema como la decimotercera en la lista de interpretaciones del tour Sale el sol World Tour (en inglés: The Sun Comes Out World Tour) (2010-11). En junio de 2011, se anunció que un álbum en vídeo se grabaría durante sus dos presentaciones en el Palais Omnisports de Paris-Bercy en París, Francia. Se utilizaron varias cámaras estereoscópicas para grabar el vídeo. El tema figuró en la lista de canciones.
En mayo de 2010 Shakira la interpretó en el concierto de Rock in Rio en Madrid, España, como un tributo al cantautor, colaborador y cercano amigo Gustavo Cerati, el cual había caído en coma, producto de un derrame cerebral a principios del mes.
Durante sus presentaciones en el Tour Sale el Sol, habiendo culminado el puente, la cantante rasga su atuendo de manera semejante a como lo hace en el video musical, mostrando un sostén color nude que causaba euforia en el público haciéndolos creer por un momento que quedaba semidesnuda.

## Formatos
- Descarga digital[26]

1. «Sale el sol» — 3:20

## Certificaciones
| País/Continente | Organismo certificador | Certificación   | Ventas Certificadas |
| --------------- | ---------------------- | --------------- | ------------------- |
| España          | PROMUSICAE             | Platino         | 40 000              |
| México          | AMPROFON               | x3 Platino      | 180 000             |
| Estados Unidos  | RIAA                   | Platino (Latin) | 60 000              |

## Créditos y personal
- Shakira Mebarak: Composición y producción
- Luis Fernando Ochoa: Composición y producción
- Jaume Laiguana: Dirección de arte, diseño y fotografía

Créditos adaptados de Broadcast Music (BMI) y Allmusic.

## Listas de popularidad
| País (Lista 2011)                    | Posición |
| ------------------------------------ | -------- |
| Argentina — ("Argentina Top 20")     | 1        |
| Bélgica — Valonia (Ultratip)         | 15       |
| Brasil (Brasil Hot 100 Airplay)      | 23       |
| Chile (Chile Singles Chart)          | 6        |
| España (Top 50 Canciones)            | 8        |
| España (Top 20 Radio)                | 1        |
| Estados Unidos (Hot Latin Songs)     | 10       |
| Estados Unidos (Latin Pop Songs)     | 2        |
| Estados Unidos (Latin Airplay)       | 10       |
| Estados Unidos (Tropical Songs)      | 35       |
| Estados Unidos (Latin Digital Songs) | 15       |
| México (Monitor Latino)              | 1        |
| México (Monitor Latino Pop)          | 1        |
| México (Monitor Latino AC/Pop)       | 14       |
| República Dominicana (Top Latino)    | 1        |

| País (Lista 2011)                | Posición |
| -------------------------------- | -------- |
| España (Top 50 Anual)            | 38       |
| España (Top 20 Televisión)       | 16       |
| Estados Unidos (Hot Latin Songs) | 54       |
| Estados Unidos (Latin Pop Songs) | 23       |

| País (Certificador)   | Certificación   | Ventas |
| --------------------- | --------------- | ------ |
| España (PROMUSICAE)   | Oro             | 20 000 |
| México (AMPROFON)     | Oro             | 30 000 |
| Estados Unidos (RIAA) | Platino (Latin) | 60 000 |

## Premios y nominaciones
Premios y nominaciones obtenidos por el tema:
| Año  | Ceremonia de premios   | Categoría                    | Resultado | Ref.          |
| ---- | ---------------------- | ---------------------------- | --------- | ------------- |
| 2012 | Premios Lo Nuestro     | Canción del año              | Nominado  | [ 54 ] [ 55 ] |
| 2012 | Broadcast Music Awards | Canción ganadora             | Ganador   | [ 48 ]        |
| 2012 | Premios Quiero         | Mejor Video Artista Femenina | Nominado  |               |